# 偉大的故事
《偉大的故事》（韓語：위대한 이야기）為一部紀念韓國光復70周年的特別企劃電視劇，由綜合編成頻道TV朝鮮與有線電視tvN攜手聯合製作。該劇預計於2015年3月15日晚上9點30分首播。

## 演員陣容

### 《金氏姊妹們》（김시스터즈）
- 蘇有珍 飾演 李蘭影
- 鄭多恩 飾演 金淑子（朝鲜语：김시스터즈）
- 崔裴映 飾演 金愛子（朝鲜语：김시스터즈）
- 許恩婷 飾演 李敏子（朝鲜语：김시스터즈）
- 金永宰 飾演 翔俊

### 《英子的全盛時代》（영자의 전성시대）
- 林秀香 飾演 吳英子
- 林世美 飾演 京雅
- 孫勝宇 飾演 聖俊
- 崔秀琳（特別演出）

### 《原爆拳頭王金一》（원폭박치기 김일）
- 文元周 飾演 金一（朝鲜语：김일 (프로레슬링 선수)）
- 池健宇 飾演 安東尼奧·豬木
- 趙慶勳 飾演 逆東山
- 伊斯基爾·傑克森 飾演 Bobo Brazil
- 安炳京

### 《廣藏市場的人們》（광장시장 사람들）
- 洪景仁 飾演 康昊
- 李宥柱 飾演 祥俊
- 金丹菲 飾演 朴信子
- 金鎮洙
- 金寶利
- 李宥俊
- 韓福姬
- 李章宥
- 李勝勳
- 金太漢
- 趙成輝

### 《李朱一永不後悔》（이주일의 못생겨서 죄송합니다）
- 朴英樹 飾演 李朱一（朝鲜语：이주일）
- 尹基元 飾演 崔代表
- 白道斌 飾演 朴正煥
- 金蘭輝 飾演 李朱一的妻子
- 李美枝 飾演 奶奶

### 《入試的定石》（입시의 정석）
- 全美善 飾演 朴女士
- 都枝寒 飾演 燦煐
- 香淑 飾演 妍芝
- 崔日和 飾演 根昌
- 金靜妍 飾演 美英
- 崔秀琳

### 《離散家庭的故事／不輸的精神》（이산가족 이야기/놓지 말자 정신줄）
- 任性彥 飾演 奉順
- 白秀蓮 飾演 南淑
- 朴順天 飾演 順玉
- 李英凡 飾演 昌萬
- 徐俊英 飾演 民修

### 《I.M.Father》（I.M.Father）
- 孫炳昊 飾演 城哲
- 金秀浩 飾演 少年志浩
- 薛智潤 飾演 妻子
- 姜恩卓 飾演 成年志浩

## 收視率
| 集數 | 播出日期   | 主題                       | TV朝鮮         | TV朝鮮   | TV朝鮮   |
| 集數 | 播出日期   | 主題                       | AGB 全國收視率 | 排行     | 排行     |
| 集數 | 播出日期   | 主題                       | AGB 全國收視率 | 所有節目 | 戲劇節目 |
| ---- | ---------- | -------------------------- | -------------- | -------- | -------- |
| 1    | 2015/03/15 | 金氏姊妹們                 | 0.923%         | -        | -        |
| 2    | 2015/03/22 | 英子的全盛時代             | 0.674%         | -        | 4        |
| 3    | 2015/03/29 | 英子的全盛時代             | 1.111%         | 46       | 2        |
| 4    | 2015/04/05 | 原爆拳頭王金一             | 0.979%         | -        | 1        |
| 5    | 2015/04/12 | 廣藏市場的人們             | 0.409%         | -        | 2        |
| 6    | 2015/04/19 | 李朱一永不後悔             | 1.630%         | 38       | 1        |
| 7    | 2015/04/26 | 入試的定石                 | 0.384%         | -        | 3        |
| 8    | 2015/05/03 | 離散家庭的故事／不輸的精神 | 0.689%         | -        | 2        |
| 9    | 2015/05/10 | I.M.Father                 | 0.596%         | -        | 2        |
| 平均 | 平均       | 平均                       | 0.822%         | -        | -        |

## 播出時間
- TV朝鮮：
  - 每周日 21:30（第1集－第7集）
  - 每周日 24:30（第8集－第10集）
- tvN：
  - 每週日 21:30（第1集－第7集）
  - 每周日 23:50（第8集－第10集）

## 腳註
1. ↑  .   [2015-03-14]. （原始内容存档于2017-06-10）.

## 外部連結
- TV朝鮮官方網站
- tvN官方網站（页面存档备份，存于）